# Rissoina sismondiana
Rissoina sismondiana is een slakkensoort uit de familie van de Rissoidae. De wetenschappelijke naam van de soort is voor het eerst geldig gepubliceerd in 1869 door Issel.